# Via di San Miniato fra le Torri
Via di San Miniato fra le Torri è una strada del centro storico di Firenze, situata tra via dei Cavalieri e via Pellicceria. Per quanto oggi si tratti di una strada anonima e secondaria, anticamente era molto più lunga e ricca di testimonianze del passato; il tratto superstite comunque rappresenta l'unica strada dal tracciato non allargato e rimaneggiato di questa zona del centro.

## Storia e descrizione
Il breve tratto di strada  si immette a squadra in via dei Cavalieri, nel punto dove questa proseguiva verso piazza Sant'Andrea con un tratto oggi accecato dalla mole del palazzo delle Giubbe Rosse, ma ancora intuibile dal volume degli edifici. La via è oggi caratterizzata dal retro del palazzo delle Giubbe Rosse che ingloba anche il palazzo dei Catellini da Castiglione sul lato settentrionale (qui si trovò anticamente anche la torre dei Bacci) e da un edificio ottocentesco con ingresso da via Pellicceria 10 sul lato meridionale, che andò a sostituire il dado dei Lamberti, in particolare dove si trovava la Residenza dell'Arte dei Medici e Speziali e forse anche quella dell'Arte del Cambio.
Originariamente la strada proseguiva poi oltre via Pellicceria, in un tratto parallelo all'attuale via degli Anselmi che portava all'antichissima chiesa di San Miniato fra le Torri, alla quale la strada deve il nome. Tale titolazione era legata al luogo tradizionalmentge indicato per il supplizio di san Miniato di Firenze, ed era detto "fra le torri" per le numerose casetorri che esistevano in questa zona della città, e per distinguerlo da San Miniato al Monte.

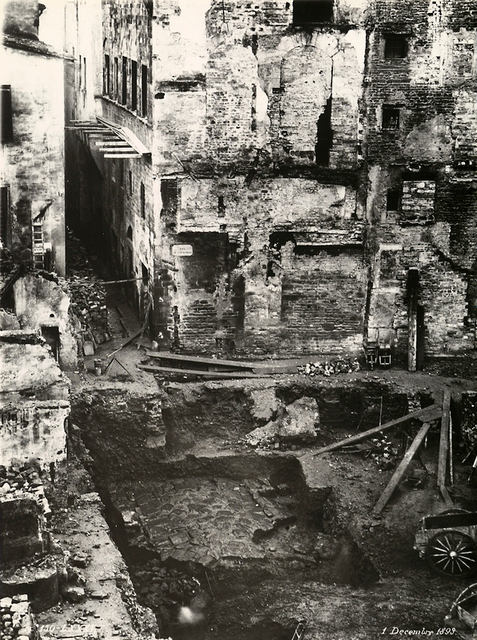
Resti di lastricato romano trovato presso l'angolo con via dei Cavalieri, durante le demolizioni verso il 1893
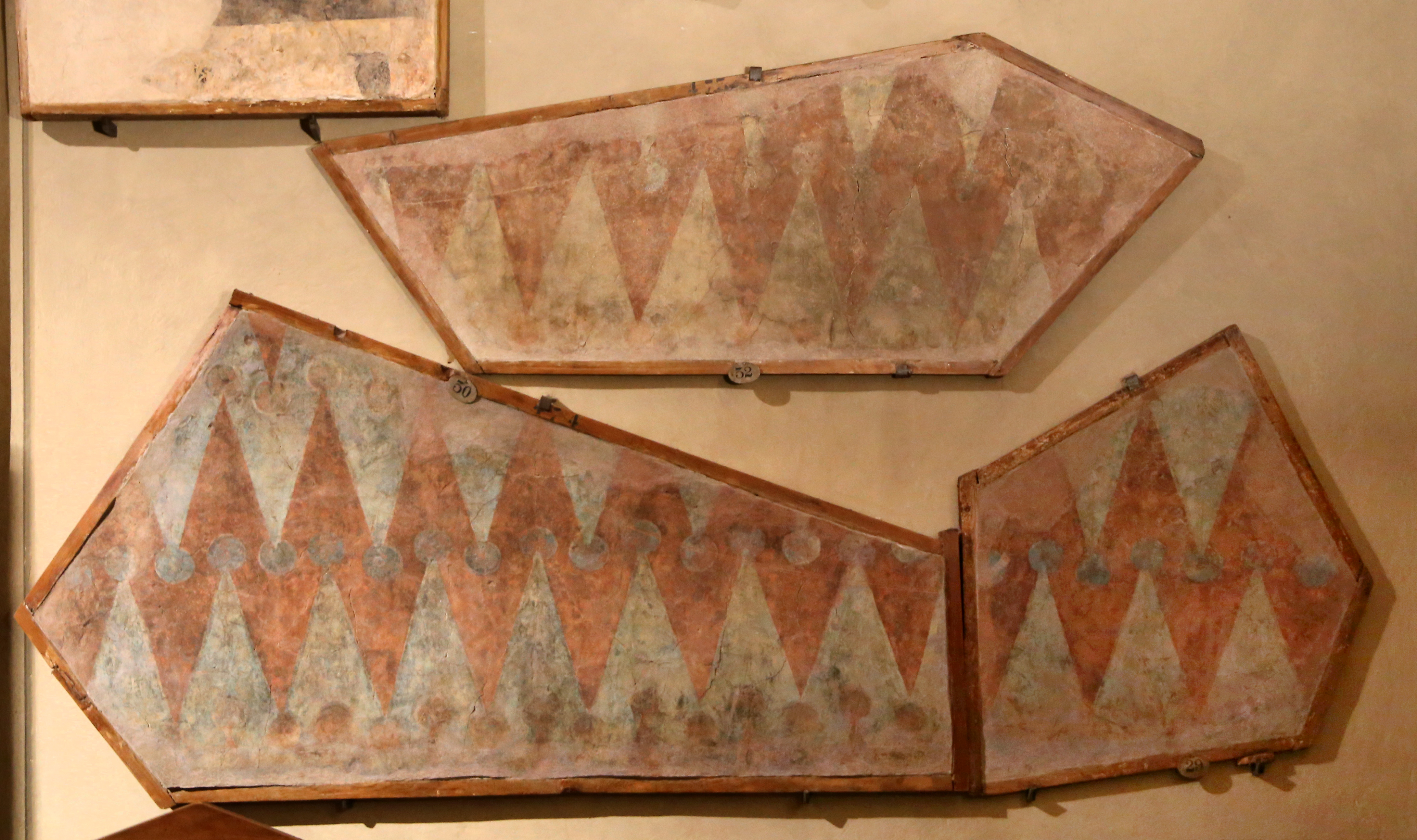
Frammenti di decorazione murale geometrica, di ispirazione araldica, da una casa nella strada presso la residenza dell'Arte dei Medici e Speziali, 1410 ca, nel Museo di San Marco